# Edcouch
La ville d’Edcouch est située dans le comté de Hidalgo, dans l’État du Texas, aux États-Unis. Elle comptait 3 161 habitants lors du recensement de 2010, presque tous hispaniques.

## Démographie
| Groupe            | Edcouch | Texas | États-Unis |
| ----------------- | ------- | ----- | ---------- |
| Blancs            | 86,7    | 70,4  | 72,4       |
| Autres            | 11,6    | 14,3  | 11,2       |
| Métis             | 1,1     | 2,7   | 2,9        |
| Amérindiens       | 0,3     | 0,7   | 0,9        |
| Afro-Américains   | 0,3     | 11,9  | 12,6       |
| Total             | 100     | 100   | 100        |
|                   |         |       |            |
| Latino-Américains | 97,8    | 37,6  | 16,7       |

Selon l'American Community Survey pour la période 2011-2015, 89,65 % de la population âgée de plus de 5 ans déclare parler l'espagnol à la maison et 10,35 % déclare parler l'anglais.

## Source
- (en) Cet article est partiellement ou en totalité issu de l’article de Wikipédia en anglais intitulé « Edcouch, Texas » (voir la liste des auteurs).

1. ↑  (en) « Edcouch, TX Population - Census 2010 and 2000 », sur censusviewer.com.
2. ↑  (en) « Population of Texas - Census 2010 and 2000 », sur censusviewer.com.
3. ↑  (en) « Language spoken at home by ability to speak English for the population 5 years and over », sur factfinder.census.gov.